# Arenda Grimberg
Arenda Grimberg (Almelo, 10 maart 1978) is een Nederlands voormalig wielrenster. Ze reed voor ploegen als Rabobank, het Italiaanse Acca Due O-Lorena Camichi en het Belgische Farm Frites-Hartol. Naast wegwielrennen heeft ze ook enkele ereplaatsen behaald in het veldrijden.
Grimberg stond bekend als een subtopper in het Nederlandse vrouwenpeloton. Ze reed, net als veel Nederlandse vrouwen, veel in de schaduw van absolute topper Leontien van Moorsel, maar wist in 2002 Nederlands kampioen op de weg te worden. Daarnaast wist ze etappes te winnen in de Holland Ladies Tour en de Ronde van Bretagne, waarin ze ook tweede werd in eindklassement in 2001. Ze wist ereplaatsen te behalen in diverse wereldbekerwedstrijden. Zo werd ze derde in de Grand Prix Willem Tell (1999), derde in de Ronde van Neurenberg (2003), zesde in de GP Plouay (2003), negende in de Philadelphia Cycling Classic (2000), negende in Nieuw-Zeeland (2002) en twaalfde in de Primavera Rosa. Ook werd ze derde in de Ronde van Gelderland (2004), zevende in de Amstel Gold Race (2002) en achtste op het wereldkampioenschap 2002. Verder won ze ruim 35 criteriums. Ze werd tweemaal vijfde in het Nederlands kampioenschap veldrijden (2005 en 2006) en in 2010 werd ze 26e op het wereldkampioenschap veldrijden.

## Overwinningen
1997
- Criterium van Uden

2000
- 4e etappe Holland Ladies Tour
- Criterium van Westerbeek
- Criterium van Wijk bij Duurstede

2001
- 3e etappe Ronde van Bretagne
- 5e etappe Ronde van Bretagne
- 7e etappe Holland Ladies Tour
- Bergklassement Holland Ladies Tour
- Criterium van Nieuw-Lekkerland

2002
- Nederlands kampioene op de weg, Elite
- Ster van Walcheren
- Criterium van Breezand
- Criterium van s-Heerenberg
- Criterium van Steenbergen
- Criterium van Zwijndrecht

2003
- Profronde van Stiphout
- Criterium van Kaatsheuvel
- Criterium van Nispen
- Criterium van Oostvoorne
- Criterium van s-Heerenberg

2004
- Profronde van Surhuisterveen
- 1e etappe GP Boekel
- Cyclocross van Boxtel
- Criterium van Nispen
- Criterium van Oudenbosch
- Criterium van Roden
- Criterium van Usquert
- Criterium van Zoetermeer

2005
- Criterium van Barendrecht
- Criterium van Ochten
- Criterium van Oud-Vossemeer
- Criterium van Usquert
- Criterium van Wijk bij Duurstede

2006
- Centrumcross
- Cyclocross van Sint-Michielsgestel
- Criterium van Epe

2007
- Cyclocross van Vorden
- Criterium van Buchten
- Criterium van Hapert
- Criterium van Steenwijk
- Criterium van Usquert

2008
- Profronde van Almelo
- Profronde van Stiphout
- Criterium van Hazerswoude-Dorp
- Criterium van Leiderdorp
- Criterium van Oud-Vossemeer
- Criterium van Schijndel
- Criterium van Steenwijk
- Criterium van Uden

2009
- Criterium van Geldrop

### Resultaten in voornaamste wedstrijden
| Jaar | Milaan-San Remo | Ronde van Vlaanderen | Amstel Gold Race | Waalse Pijl | Classic Lorient Agglomération | Grand Prix Willem Tell |  | WK op de weg |
| ---- | --------------- | -------------------- | ---------------- | ----------- | ----------------------------- | ---------------------- |  | ------------ |
| 1999 |                 |                      |                  |             |                               | Brons                  |  | 65e          |
| 2000 | 67e             |                      |                  |             |                               | 15e                    |  | 26e          |
| 2001 |                 |                      | 18e              | 47e         |                               |                        |  | 49e          |
| 2002 | 47e             |                      | 7e               | 38e         |                               | 43e                    |  | 8e           |
| 2003 | 22e             |                      | 83e              |             | 6e                            |                        |  | 45e          |
| 2004 | 12e             | 40e                  |                  | 15e         | 13e                           |                        |  | opgave       |
| 2005 |                 | 35e                  |                  | 71e         |                               |                        |  | 86e          |
| 2006 |                 |                      |                  |             |                               |                        |  |              |
| 2007 |                 | 72e                  |                  |             |                               |                        |  |              |
| 2008 |                 | 80e                  |                  | opgave      |                               |                        |  |              |